# ストラジャ
ストラジャ(スロベニア語: Občina Straža)はスロベニア南東部の町およびそれを中心とした基礎自治体で、クルカ川左岸に位置する。歴史的にドレンスカ地方に属する。ストラジャ自治体は2006年にノヴォ・メストから分離され設立され、現在南東スロベニア地域に含まれている。町自体には2,000人が居住し、基礎自治体全体では3,800人が居住する。町の主な雇用先となる企業は家具製造のノヴォレスでノヴォ・メストやストラジャを中心に事業所を置いている。また、多くの中小企業が立地する。ストラジャ周辺は葡萄園が多くある地域である。
地域には二つの教会があり、一つは中世に建てられ17世紀後半にバロック様式に改修されている。もう一つの教会は聖母の被昇天を献じノヴォ・メストのプレチュナ教区に属する。